# Pjotr Fjodorowitsch Anjou

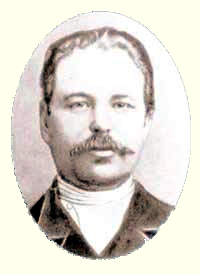
Pjotr Fjodorowitsch Anjou

Pjotr Fjodorowitsch Anjou (russisch Пётр Фёдорович Анжу; * 15. Februar 1796 in Wyschni Wolotschok; † 12. Oktober 1869 in Sankt Petersburg) war ein russischer Polarforscher und Admiral. In den Jahren 1820 bis 1824 erkundete und kartierte er mehrere der Neusibirischen Inseln und erstellte die ersten genauen Karten des Küstenverlaufs zwischen den Flüssen Olenjok und Indigirka.

## Frühzeit
Anjou entstammte einer protestantischen Familie, die einige Jahrzehnte vor seiner Geburt von Frankreich nach Russland emigriert war. Der Sohn eines Arztes schlug eine Offizierslaufbahn in der Marine ein. Nach dem Besuch einer Kadettenschule in Sankt Petersburg diente er auf Schiffen in der Ostsee.

## Expedition an die nordsibirische Küste
Anfang des 19. Jahrhunderts war der Küstenverlauf im Nordosten Russlands und Sibiriens in weiten Teilen unbekannt. Lediglich Vitus Bering hatte während seiner Expedition in den Jahren 1733–43 das Gebiet bereist. Der schwedische Forscher Mathias von Hedenström ging während einer Expedition von 1808 bis 1811 Berichten über Land nordöstlich des Lenadeltas in Sibirien nach und erkundete die Neusibirischen Inseln. Darüber hinaus berichtete er von weiterem Land nordöstlich dieser Inseln, das er Sannikow-Land nannte.
Nach dem Russlandfeldzug Napoleons im Jahr 1812 beschloss die russische Admiralität, eine Expedition unter der Führung des deutsch-baltischen Leutnants Ferdinand von Wrangel zusammenzustellen, um das Gebiet der Neusibirischen Inseln und den dortigen Küstenverlauf genauer zu erkunden. Die genaue Kenntnis der Geographie in diesem Bereich konnte bei künftigen Kriegen von strategischer Bedeutung sein. Die Expedition sollte in zwei Gruppen aufgeteilt werden: Eine Gruppe sollte von der Kolyma aus das Gebiet nördlich der Tschuktschen-Halbinsel erkunden, während die zweite in Ust-Jansk am Ufer der Jana ihre Basis errichten und von dort aus die Neusibirischen Inseln erkunden sollte. Wrangel übernahm selbst die Führung der ersten Gruppe und übertrug seinem Freund Pjotr Anjou, den er aus der gemeinsamen Zeit an der Kadettenschule kannte, die Verantwortung über die zweite Gruppe.
Am 23. Mai 1820 brachen beide Gruppen von Moskau aus auf. Über Irkutsk und Jakutsk erreichten sie die Lena. Die Gruppe um Anjou machte sich anschließend weiter nach Ust-Jansk auf, wo sie überwinterte und ab März 1821 mit der Arbeit begann. Der Gruppe schloss sich Ilja Bereschnoi aus der ersten Gruppe an. Zunächst begab sie sich mit Hundeschlitten nach Stolbowoi und kartierte anschließend die Kotelny-Insel. Von dort aus fuhr Anjou weiter in Richtung Norden auf der Suche nach dem Sannikow-Land, traf jedoch nach etwa 80 km auf offenes Wasser, was ihn überraschte. Zur damaligen Zeit ging man davon aus, dass das gesamte Nordpolarmeer das ganze Jahr hindurch von einer Eisdecke überzogen war. Auch zwei weitere Anläufe in Richtung Norden musste Anjou abbrechen, weil offenes Wasser eine Weiterfahrt unmöglich machte. Anjou hatte die südlichen Ausläufer einer großen Polynja vor der Nordküste Sibiriens entdeckt, einen Bereich im Nordpolarmeer, der niemals zufror. Auch Wrangel musste seine Suche nach dem Sannikow-Land abbrechen, nachdem er auf dieselbe Polynja gestoßen war.
Als sich während des Sommers die Eisdicke weiter verringerte, kehrte Anjou auf das Festland zurück und erkundete das Küstengebiet zwischen Jana und Indigirka. Nach einer erneuten Überwinterung in Ust-Jansk teilte er im Frühjahr 1822 seine Gruppe auf. Eine Gruppe unter der Führung von Petr Ivanovich Illin sollte den Küstenverlauf westlich der Jena kartographieren, während sich Anjou mit der zweiten Gruppe erneut auf die Suche nach Sannikow-Land machte. Er erkundete zunächst die Ljachow-Inseln und versuchte anschließend erneut, von der Faddejewski-Halbinsel aus weiter nach Norden zu gelangen. Nach nur etwa 20 km musste er erneut umkehren, da die Eisdecke zu dünn wurde.
Anjou begann nun zu bezweifeln, dass Sannikow-Land tatsächlich existierte – in jedem Fall konnte man ausschließlich mit Booten dorthin gelangen, über die seine Expedition aber nicht verfügte. Nach einer weiteren Überwinterung erkundete er ab Februar 1823 drei kleinere der Neusibirischen Inseln: Wassiljewski, Semjonowski und Belkowski. Nachdem er vom gesamten Gebiet Karten erstellt hatte, kehrte er am 23. März nach Ust-Jansk zurück. Im Sommer machte er sich schließlich auf die Rückreise. Er traf sich in Jakutsk mit Wrangel, und beide kamen im August 1824 wieder in Sankt Petersburg an.

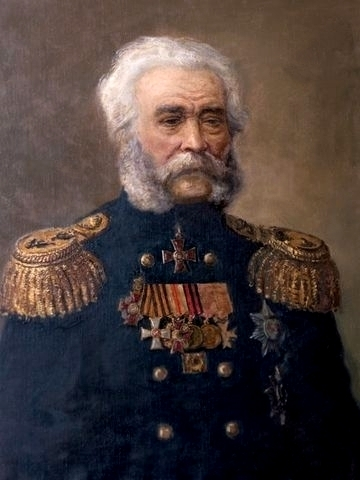
Pjotr Anjou (um 1860)

## Weitere Jahre
Als Folge seiner Expedition litt Anjou an Rheuma. 1825 und 1826 führte Anjou kartographische Expeditionen zum Kaspischen Meer und zum Aralsee. An Bord des Schlachtschiffs Gangut nahm er 1827 an der Schlacht von Navarino teil und erlitt schwere Verwundungen. Von 1828 bis 1840 war er Kommandant mehrerer Kriegsschiffe in der Ostsee. 1866 wurde er zum Admiral befördert. Er starb 1869 im Alter von 73 Jahren in Sankt Petersburg.
Nach Anjou wurden die Anjou-Inseln und die Anjou-Halbinsel benannt. Er war Träger des Ordens des Heiligen Georg und des Ordens des Heiligen Wladimir, jeweils vierter Klasse.